# Finale League Cup 1991
De finale van de League Cup van het seizoen 1990/91 werd gehouden op 21 april 1991 in het oude Wembley Stadium. Manchester United nam het op tegen tweedeklasser Sheffield Wednesday en ging, geheel tegen de voorspelling in, onderuit. Sheffield Wednesday, dat het zonder de geschorste sterkhouder Carlton Palmer moest stellen, een centrale middenvelder, won de finale met 0–1 dankzij een goal van de Ierse middenvelder John Sheridan in de eerste helft. De finale van 1991 geldt als een van de spannendste finales in de geschiedenis van de League Cup doordat underdog Sheffield Wednesday de sterren van United een peer stoofde.

## Finale

### Wedstrijd
|                           |                   |              |                          |                                                                        |
| 21 april 1991 16:00 UTC+1 | Manchester United | 0 – 1        | Sheffield Wednesday (II) | Wembley Stadium, Londen Toeschouwers: 77.612 Scheidsrechter: Ray Lewis |
| 21 april 1991 16:00 UTC+1 |                   | Sheridan 37' |                          | Wembley Stadium, Londen Toeschouwers: 77.612 Scheidsrechter: Ray Lewis |

| Manchester United | Sheffield Wednesday |

| GK             | 1  | Les Sealey        |  |     |
| RB             | 2  | Denis Irwin       |  |     |
| LB             | 3  | Clayton Blackmore |  |     |
| CB             | 4  | Steve Bruce       |  |     |
| RM             | 5  | Neil Webb         |  | 55' |
| CB             | 6  | Gary Pallister    |  |     |
| CM             | 7  | Bryan Robson      |  |     |
| CM             | 8  | Paul Ince         |  |     |
| CF             | 9  | Brian McClair     |  |     |
| CF             | 10 | Mark Hughes       |  |     |
| LM             | 11 | Lee Sharpe        |  |     |
| Wisselspelers: |    |                   |  |     |
| DF             | 12 | Mal Donaghy       |  |     |
| MF             | 14 | Mike Phelan       |  | 55' |
| Coach:         |    |                   |  |     |
| Alex Ferguson  |    |                   |  |     |

| GK             | 1  | Chris Turner      |  |  |
| RB             | 2  | Roland Nilsson    |  |  |
| LB             | 3  | Phil King         |  |  |
| CM             | 4  | John Harkes       |  |  |
| CB             | 5  | Peter Shirtliff   |  |  |
| CB             | 6  | Nigel Pearson     |  |  |
| RM             | 7  | Danny Wilson      |  |  |
| CM             | 8  | John Sheridan     |  |  |
| CF             | 9  | David Hirst       |  |  |
| CF             | 10 | Paul Williams     |  |  |
| LM             | 11 | Nigel Worthington |  |  |
| Wisselspelers: |    |                   |  |  |
| FW             | 12 | Trevor Francis    |  |  |
| DF             | 14 | Lawrie Madden     |  |  |
| Coach:         |    |                   |  |  |
| Ron Atkinson   |    |                   |  |  |